# Italiaans voetbalelftal in 2014
Het Italiaans voetbalelftal speelde twaalf interlands in het jaar 2014, waaronder drie duels bij het WK voetbal 2014 in Brazilië. De selectie stond onder leiding van bondscoach Cesare Prandelli. Na de voortijdige uitschaling bij de WK-eindronde diende hij zijn ontslag in en werd hij opgevolgd door oud-international Antonio Conte. Op de in 1993 geïntroduceerde FIFA-wereldranglijst zakte Italië in 2014 van de zevende (januari 2014) naar de elfde plaats (december 2014).

## Balans
| Wedstrijden | Wedstrijden | Wedstrijden | Wedstrijden | Doelpunten | Doelpunten | Doelpunten | Punten |
| Gespeeld    | Winst       | Gelijk      | Verlies     | Voor       | Tegen      | Saldo      | Punten |
| ----------- | ----------- | ----------- | ----------- | ---------- | ---------- | ---------- | ------ |
| 12          | 6           | 3           | 3           | 12         | 7          | +5         | 1.250  |

## Interlands
|                                                              |                     |       |        |                                                                                               |
| 5 maart Vriendschappelijk № 756 «onderlinge duels» 21:15 uur | Spanje              | 1 – 0 | Italië | Estadio Vicente Calderón, Madrid Toeschouwers: 35.000 Scheidsrechter: Yevhen Aranovskyi (UKR) |
| 5 maart Vriendschappelijk № 756 «onderlinge duels» 21:15 uur | Pedro Rodríguez 63' |       |        | Estadio Vicente Calderón, Madrid Toeschouwers: 35.000 Scheidsrechter: Yevhen Aranovskyi (UKR) |

|                                                             |        |       |         |                                                                                  |
| 31 mei Vriendschappelijk № 757 «onderlinge duels» 20:45 uur | Italië | 0 – 0 | Ierland | Craven Cottage, Londen Toeschouwers: 22.897 Scheidsrechter: Michael Oliver (ENG) |
| 31 mei Vriendschappelijk № 757 «onderlinge duels» 20:45 uur |        |       |         | Craven Cottage, Londen Toeschouwers: 22.897 Scheidsrechter: Michael Oliver (ENG) |

|                                                             |                      |       |                   |                                                                                      |
| 4 juni Vriendschappelijk № 758 «onderlinge duels» 20:45 uur | Italië               | 1 – 1 | Luxemburg         | Stadio Renato Curi, Perugia Toeschouwers: 23.000 Scheidsrechter: Damir Skomina (SLO) |
| 4 juni Vriendschappelijk № 758 «onderlinge duels» 20:45 uur | Claudio Marchisio 9' |       | 85' Maxime Chanot | Stadio Renato Curi, Perugia Toeschouwers: 23.000 Scheidsrechter: Damir Skomina (SLO) |

| WK voetbal 2014 |
| --------------- |

|                                                                         |                      |       |                                           |                                                                                    |
| 14 juni WK-eindronde Groep D № 759 «onderlinge duels» 18:00 uur (UTC−4) | Engeland             | 1 – 2 | Italië                                    | Arena da Amazônia, Manaus Toeschouwers: 39.800 Scheidsrechter: Björn Kuipers (NED) |
| 14 juni WK-eindronde Groep D № 759 «onderlinge duels» 18:00 uur (UTC−4) | Daniel Sturridge 37' |       | 35' Claudio Marchisio 50' Mario Balotelli | Arena da Amazônia, Manaus Toeschouwers: 39.800 Scheidsrechter: Björn Kuipers (NED) |

|                                                                         |        |                |            |                                                                                   |
| 20 juni WK-eindronde Groep D № 760 «onderlinge duels» 13:00 uur (UTC−3) | Italië | 0 – 1          | Costa Rica | Arena Pernambuco, Recife Toeschouwers: 40.285 Scheidsrechter: Enrique Osses (CHI) |
| 20 juni WK-eindronde Groep D № 760 «onderlinge duels» 13:00 uur (UTC−3) |        | 44' Bryan Ruiz |            | Arena Pernambuco, Recife Toeschouwers: 40.285 Scheidsrechter: Enrique Osses (CHI) |

|                                                                         |        |                 |         |                                                                                   |
| 24 juni WK-eindronde Groep D № 761 «onderlinge duels» 13:00 uur (UTC−3) | Italië | 0 – 1           | Uruguay | Arena das Dunas, Natal Toeschouwers: 39.706 Scheidsrechter: Marco Rodríguez (MEX) |
| 24 juni WK-eindronde Groep D № 761 «onderlinge duels» 13:00 uur (UTC−3) |        | 81' Diego Godín |         | Arena das Dunas, Natal Toeschouwers: 39.706 Scheidsrechter: Marco Rodríguez (MEX) |

|  |  |  |  |  |  |  |  |  |

|                                                                  |                                              |       |           |                                                                                   |
| 4 september Vriendschappelijk № 762 «onderlinge duels» 20:30 uur | Italië                                       | 2 – 0 | Nederland | Stadio San Nicola, Bari Toeschouwers: 50.000 Scheidsrechter: Sergei Karasev (RUS) |
| 4 september Vriendschappelijk № 762 «onderlinge duels» 20:30 uur | Ciro Immobile 3' Daniele De Rossi 10' (pen.) |       |           | Stadio San Nicola, Bari Toeschouwers: 50.000 Scheidsrechter: Sergei Karasev (RUS) |

|                                                                |           |                                      |        |                                                                                 |
| 9 september EK-kwalificatie № 763 «onderlinge duels» 20:45 uur | Noorwegen | 0 – 2                                | Italië | Ullevaal Stadion, Oslo Toeschouwers: 26.265 Scheidsrechter: Milorad Mažić (SRB) |
| 9 september EK-kwalificatie № 763 «onderlinge duels» 20:45 uur |           | 16' Simone Zaza 62' Leonardo Bonucci |        | Ullevaal Stadion, Oslo Toeschouwers: 26.265 Scheidsrechter: Milorad Mažić (SRB) |

|                                                               |                                             |       |                              |                                                                                        |
| 10 oktober EK-kwalificatie № 764 «onderlinge duels» 20:45 uur | Italië                                      | 2 – 1 | Azerbeidzjan                 | Stadio Renzo Barbera, Palermo Toeschouwers: 45.000 Scheidsrechter: Hüseyin Göçek (TUR) |
| 10 oktober EK-kwalificatie № 764 «onderlinge duels» 20:45 uur | Giorgio Chiellini 44' Giorgio Chiellini 82' |       | 77' (e.d.) Giorgio Chiellini | Stadio Renzo Barbera, Palermo Toeschouwers: 45.000 Scheidsrechter: Hüseyin Göçek (TUR) |

|                                                               |       |                    |        |                                                                                    |
| 13 oktober EK-kwalificatie № 765 «onderlinge duels» 20:45 uur | Malta | 0 – 1              | Italië | Ta' Qali Stadium, Attard Toeschouwers: 16.942 Scheidsrechter: Ovidiu Haţegan (ROM) |
| 13 oktober EK-kwalificatie № 765 «onderlinge duels» 20:45 uur |       | 23' Graziano Pellè |        | Ta' Qali Stadium, Attard Toeschouwers: 16.942 Scheidsrechter: Ovidiu Haţegan (ROM) |

|                                                                        |                      |       |                  |                                                                                         |
| 16 november EK-kwalificatie Groep H № 766 «onderlinge duels» 20:45 uur | Italië               | 1 – 1 | Kroatië          | Stadio Giuseppe Meazza, Milaan Toeschouwers: 63.122 Scheidsrechter: Björn Kuipers (NED) |
| 16 november EK-kwalificatie Groep H № 766 «onderlinge duels» 20:45 uur | Antonio Candreva 11' |       | 15' Ivan Perišić | Stadio Giuseppe Meazza, Milaan Toeschouwers: 63.122 Scheidsrechter: Björn Kuipers (NED) |

|                                                                  |                   |       |         |                                                                                                   |
| 18 november Vriendschappelijk № 767 «onderlinge duels» 20:45 uur | Italië            | 1 – 0 | Albanië | Stadio Comunale Luigi Ferraris, Genua Toeschouwers: 26.000 Scheidsrechter: Alexander Harkam (AUT) |
| 18 november Vriendschappelijk № 767 «onderlinge duels» 20:45 uur | Stefano Okaka 82' |       |         | Stadio Comunale Luigi Ferraris, Genua Toeschouwers: 26.000 Scheidsrechter: Alexander Harkam (AUT) |

## FIFA-wereldranglijst
| JAN | FEB | MAR | APR | MEI | JUN | JUL | AUG | SEP | OKT | NOV | DEC |
| --- | --- | --- | --- | --- | --- | --- | --- | --- | --- | --- | --- |
| 7   | 8   | 8   | 9   | 9   | 9   | 14  | 14  | 13  | 11  | 11  | 11  |

## Statistieken
| Gianluigi Buffon     | 1978-01-28 | Juventus              | 8  | 0 | 0 | 146 | 0 |
| Salvatore Sirigu     | 1987-01-12 | Paris Saint-Germain   | 4  | 0 | 0 | 11  | 0 |
| Mattia Perin         | 1992-11-10 | Genoa CFC             | 0  | 1 | 0 |     |   |
| Verdediging          |            |                       |    |   |   |     |   |
| Matteo Darmian       | 1989-12-02 | Torino                | 9  | 0 | 0 |     |   |
| Leonardo Bonucci     | 1987-05-01 | Juventus              | 8  | 0 | 1 | 43  | 3 |
| Mattia De Sciglio    | 1992-10-20 | AC Milan              | 7  | 1 | 0 |     |   |
| Giorgio Chiellini    | 1984-08-14 | Juventus              | 7  | 0 | 2 |     |   |
| Andrea Barzagli      | 1981-05-08 | Juventus              | 4  | 0 | 0 |     |   |
| Andrea Ranocchia     | 1988-02-16 | Internazionale        | 4  | 0 | 0 |     |   |
| Gabriel Paletta      | 1986-02-15 | AC Milan              | 3  | 1 | 0 |     |   |
| Ignazio Abate        | 1986-11-12 | AC Milan              | 8  | 2 | 2 |     |   |
| Manuel Pasqual       | 1982-03-13 | AC Fiorentina         | 2  | 2 | 0 |     |   |
| Davide Astori        | 1987-01-07 | AS Roma               | 2  | 0 | 0 |     |   |
| Luca Antonelli       | 1987-02-11 | AC Milan              | 1  | 0 | 0 |     |   |
| Domenico Criscito    | 1986-12-30 | Zenit Sint-Petersburg | 1  | 0 | 0 |     |   |
| Lorenzo De Silvestri | 1988-05-23 | Sampdoria             | 1  | 0 | 0 |     |   |
| Emiliano Moretti     | 1981-06-11 | Torino                | 1  | 0 | 0 |     |   |
| Christian Maggio     | 1982-02-11 | SSC Napoli            | 1  | 0 | 0 |     |   |
| Francesco Acerbi     | 1988-08-10 | US Sassuolo           | 0  | 1 | 0 |     |   |
| Angelo Ogbonna       | 1988-05-23 | Juventus              | 0  | 1 | 0 |     |   |
| Middenveld           |            |                       |    |   |   |     |   |
| Claudio Marchisio    | 1986-01-19 | Juventus              | 10 | 0 | 2 |     |   |
| Antonio Candreva     | 1987-02-28 | Lazio Roma            | 6  | 2 | 1 |     |   |
| Daniele De Rossi     | 1983-07-24 | AS Roma               | 6  | 1 | 1 |     |   |
| Marco Verratti       | 1992-11-05 | Paris Saint-Germain   | 5  | 1 | 0 |     |   |
| Andrea Pirlo         | 1979-05-19 | Juventus              | 5  | 1 | 0 |     |   |
| Thiago Motta         | 1982-08-28 | Paris Saint-Germain   | 3  | 2 | 0 |     |   |
| Alessandro Florenzi  | 1991-03-11 | AS Roma               | 3  | 0 | 0 |     |   |
| Riccardo Montolivo   | 1985-01-18 | AC Milan              | 2  | 0 | 0 |     |   |
| Marco Parolo         | 1985-01-25 | Lazio Roma            | 1  | 5 | 0 |     |   |
| Alberto Aquilani     | 1984-07-07 | AC Fiorentina         | 1  | 4 | 0 |     |   |
| Andrea Bertolacci    | 1991-01-11 | Genoa CFC             | 1  | 0 | 0 |     |   |
| Giacomo Bonaventura  | 1989-08-22 | AC Milan              | 0  | 1 | 0 |     |   |
| Andrea Poli          | 1989-09-29 | AC Milan              | 0  | 1 | 0 |     |   |
| Roberto Soriano      | 1991-02-08 | Sampdoria             | 0  | 1 | 0 |     |   |
| Aanval               |            |                       |    |   |   |     |   |
| Ciro Immobile        | 1990-02-20 | Borussia Dortmund     | 7  | 2 | 1 |     |   |
| Mario Balotelli      | 1990-08-12 | Liverpool             | 4  | 0 | 1 |     |   |
| Simone Zaza          | 1991-06-25 | US Sassuolo           | 4  | 0 | 1 |     |   |
| Alessio Cerci        | 1987-07-23 | AC Milan              | 2  | 3 | 0 |     |   |
| Emanuele Giaccherini | 1985-08-05 | Sunderland            | 2  | 1 | 0 |     |   |
| Mattia Destro        | 1991-03-20 | AC Milan              | 1  | 3 | 0 |     |   |
| Sebastian Giovinco   | 1987-01-26 | Juventus              | 1  | 3 | 0 |     |   |
| Graziano Pellè       | 1985-07-15 | Southampton           | 1  | 1 | 1 |     |   |
| Pablo Osvaldo        | 1986-01-12 | Internazionale        | 1  | 0 | 0 |     |   |
| Giuseppe Rossi       | 1987-02-01 | AC Fiorentina         | 1  | 0 | 0 |     |   |
| Antonio Cassano      | 1982-07-12 | Parma                 | 0  | 4 | 0 |     |   |
| Lorenzo Insigne      | 1991-06-04 | SSC Napoli            | 0  | 2 | 0 |     |   |
| Stefano Okaka        | 1989-08-09 | Sampdoria             | 0  | 1 | 1 |     |   |
| Stephan El Shaarawy  | 1992-10-27 | AC Milan              | 0  | 1 | 0 |     |   |
| Manolo Gabbiadini    | 1991-11-26 | SSC Napoli            | 0  | 1 | 0 |     |   |
| Alessandro Matri     | 1984-08-19 | Juventus              | 0  | 1 | 0 |     |   |